# Bifurcation de Chagny
La bifurcation de Chagny-Corpeau est une infrastructure ferroviaire à cheval sur deux départements, Côte-d'Or au nord, Saône-et-Loire au sud.

## Faits
L'agglomération de Chagny-Corpeau, bien que de taille modeste, est un important nœud de communication. À la fonction routière, s'ajoute l'intense trafic de la ligne classique Paris-Marseille (ex-PLM) et, plus marginalement, la desserte vers Nevers (Nièvre).

## Caractéristiques
La déviation permet aux convois fret et voyageurs de rejoindre cette dernière sans passer par la gare de Chagny centre. Elle décrit autour de la ville une sorte d'arc de cercle par l'ouest, en traversant le petit triage de la ZI des Creusottes. Elle se scinde ensuite en deux branches : l'une rejoint la gare de Chagny et l'artère impériale, l'autre file vers le bassin creusotin en longeant le canal du Centre. C'est donc l'amorce d'une liaison vallées de Saône-Loire.
Bien que la caténaire ait deux fils de contact, on remarque qu'elle n'a pas l'aspect habituel d'une installation de traction à courant continu. En plusieurs endroits, elle n'est d'ailleurs pas à hauteur réglementaire.
La vitesse est limitée à 90 km/h sur ce tronçon, qui comporte plusieurs passages à niveaux, notamment vers Corpeau. À l'extrémité nord, les trains assurant la relation Dijon-Nevers (sens impair) quittent l'artère principale par un saut-de-mouton.
À Corpeau s'embranchait aussi une artère vers l'est, qui prit plusieurs dénominations au fil du temps. Bien que son importance stratégique fût très tôt reconnue par l'armée, le trafic ne décolla jamais vraiment, si bien qu'elle est abandonnée dans les années 1950 avant d'être progressivement déferrée.

## Devenir
L'axe Nevers-Chagny étant un des maillons possibles de la transversale Nantes-Lyon, contournant le Massif central par le nord, RFF envisage à terme de l'électrifier, avec les conséquences que cela implique sur le trafic. Le projet semble cependant sans cesse remis en question.

## Notes et références

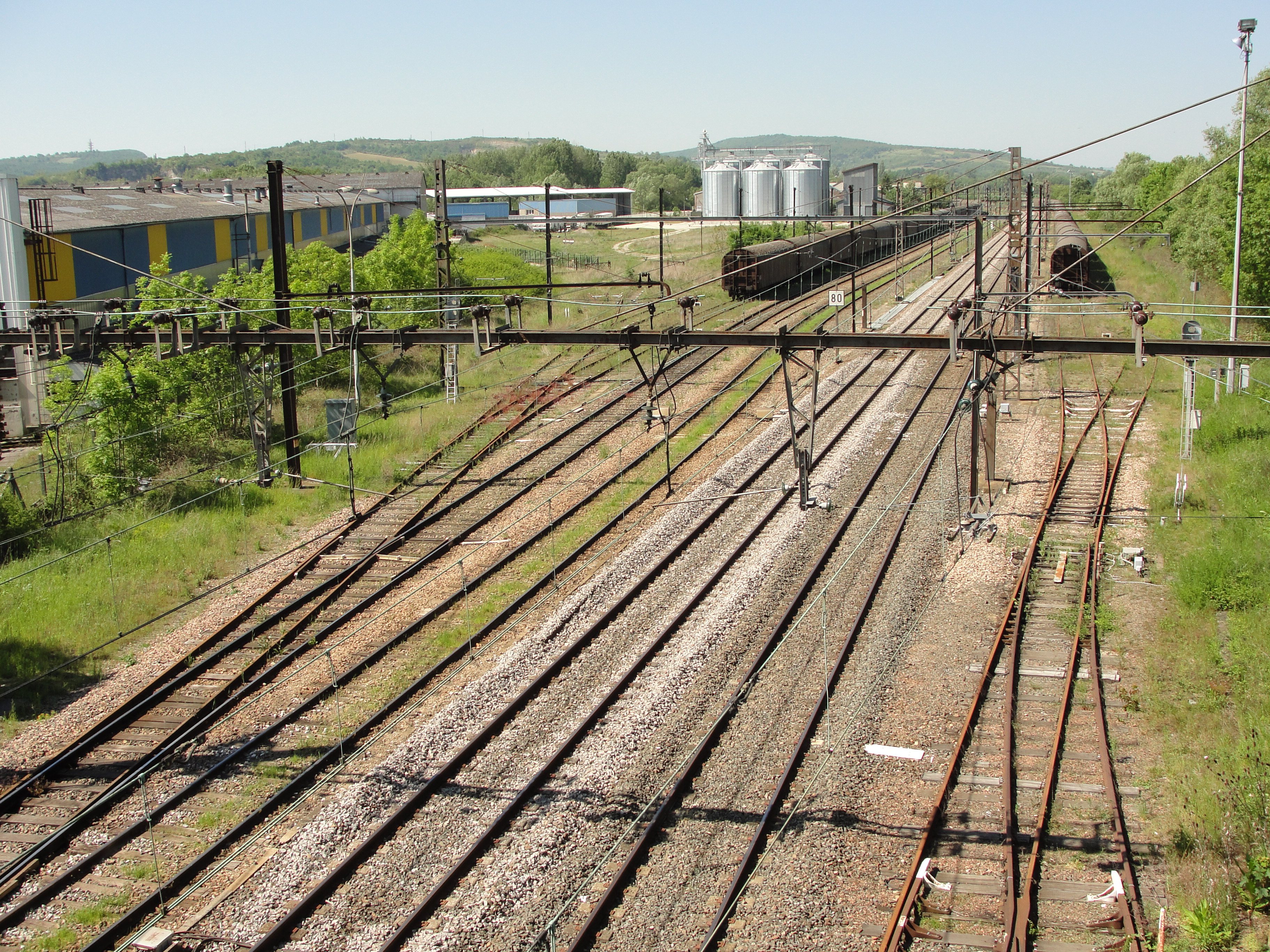
Le triage des Creusottes